# 世界自転車選手権女子トラック種目歴代優勝者
世界自転車選手権女子トラック種目歴代優勝者は1958年より開催されている世界自転車選手権・女子トラックレースの優勝者及び3位までに入賞した選手を一覧にしたものである。

## 個人スプリント
| 年   | 優勝                                       | 2位                                        | 3位                                        |
| 1958 | ガリナ・エルモラエワ                       | ヴァレンティナ・マクシーモヴァ             | ジャン・ダン                               |
| 1959 | ガリナ・エルモラエワ                       | ヴァレンティナ・マクシーモヴァ             | ジャン・ダン                               |
| 1960 | ガリナ・エルモラエワ                       | ヴァレンティナ・マクシーモヴァ             | ジャン・ダン                               |
| 1961 | ガリナ・エルモラエワ                       | ヴァレンティナ・マクシーモヴァ             | ジャン・ダン                               |
| 1962 | ヴァレンティナ・サヴィナ                   | イレナ・キリチェンコ                       | ジャン・ダン                               |
| 1963 | ガリナ・エルモラエワ                       | イレナ・キリチェンコ                       | ヴァレンティナ・サヴィナ                   |
| 1964 | イレナ・キリチェンコ                       | ガリナ・エルモラエワ                       | ジゼル・カイユ                             |
| 1965 | ヴァレンティナ・サヴィナ                   | ガリナ・エルモラエワ                       | カーリン・シュテューヴェ                   |
| 1966 | イレナ・キリチェンコ                       | ヴァレンティナ・サヴィナ                   | ハイディ・ブロプナー                       |
| 1967 | ヴァレンティナ・サヴィナ                   | イレナ・キリチェンコ                       | ガリナ・エルモラエワ                       |
| 1968 | アラ・バキニアンツ                         | イレナ・キリチェンコ                       | ガリナ・エルモラエワ                       |
| 1969 | ガリナ・ツァレヴァ                         | ガリナ・エルモラエヴァ                     | イレナ・キリチェンコ                       |
| 1970 | ガリナ・ツァレヴァ                         | ガリナ・エルモラエヴァ                     | ヴァレンティナ・サヴィナ                   |
| 1971 | ガリナ・ツァレヴァ                         | ガリナ・エルモラエヴァ                     | イヴァ・ザイーツコヴァー                   |
| 1972 | ガリナ・エルモラエヴァ                     | ウィルヘルミナ・ブリンクホフ               | シーラ・ヤング                             |
| 1973 | シーラ・ヤング                             | イヴァ・ザイーツコヴァー                   | ガリナ・エルモラエヴァ                     |
| 1974 | タマラ・ピルツィコヴァ                     | スー・ノヴァラ                             | ガリナ・ツァレヴァ                         |
| 1975 | スー・ノヴァラ                             | イヴァ・ザイーツコヴァー                   | ガリナ・エルモラエヴァ                     |
| 1976 | シーラ・ヤング                             | スー・ノヴァラ                             | イヴァ・ザイーツコヴァー                   |
| 1977 | ガリナ・ツァレヴァ                         | スー・ノヴァラ                             | イヴァ・ザイーツコヴァー                   |
| 1978 | ガリナ・ツァレヴァ                         | スー・ノヴァラ                             | イヴァ・ザイーツコヴァー                   |
| 1979 | ガリナ・ツァレヴァ                         | トルー・ファン・デル・プラート             | スー・ノヴァラ                             |
| 1980 | スー・ノヴァラ                             | ガリナ・ツァレヴァ                         | クラウディア・ロマツシュ                   |
| 1981 | シーラ・ヤング                             | クラウディーヌ・フィエルストラート         | クラウディア・ロマツシュ                   |
| 1982 | コニー・パラスケヴィン                     | シーラ・ヤング                             | クラウディア・ロマツシュ                   |
| 1983 | コニー・パラスケヴィン                     | クラウディア・ロマツシュ                   | イザベル・ニコロソ                         |
| 1984 | コニー・パラスケヴィン                     | エリカ・サルミャーエ                       | ツォウ・シュイネ                           |
| 1985 | イザベル・ニコロソ                         | コニー・パラスケヴィン                     | ナタリヤ・クルシェルニツカイア             |
| 1986 | クリスタ・ルディンク＝ローテンブルガー     | エリカ・サルミャーエ                       | コニー・パラスケヴィン                     |
| 1987 | エリカ・サルミャーエ                       | クリスタ・ローテンブルガー                 | コニー・パラスケヴィン                     |
| 1988 | ソウルオリンピック開催年のため実施せず     | ソウルオリンピック開催年のため実施せず     | ソウルオリンピック開催年のため実施せず     |
| 1989 | エリカ・サルミャーエ                       | ガリナ・エニュチナ                         | イザベル・ゴテロン                         |
| 1990 | コニー・パラスケヴィン                     | ルネ・デュプレル                           | リタ・ラズマイテ                           |
| 1991 | インフリット・ハリンハ                     | アネッテ・ノイマン                         | コニー・パラスケヴィン                     |
| 1992 | バルセロナオリンピック開催年のため実施せず | バルセロナオリンピック開催年のため実施せず | バルセロナオリンピック開催年のため実施せず |
| 1993 | ターニャ・ドゥブニコフ                     | インフリット・ハリンハ                     | ナタリー・エヴァン                         |
| 1994 | ガリナ・エニュチナ                         | フェリシア・バランジェ                     | オクサナ・グリシナ                         |
| 1995 | フェリシア・バランジェ                     | オルガ・スリュサレヴァ                     | エリカ・サルミャーエ                       |
| 1996 | フェリシア・バランジェ                     | アネッテ・ノイマン                         | マガリ・ユンベール＝フォル                 |
| 1997 | フェリシア・バランジェ                     | ミッチェル・フェリス                       | オクサナ・グリシナ                         |
| 1998 | フェリシア・バランジェ                     | ミッチェル・フェリス                       | ターニャ・ドゥブニコフ                     |
| 1999 | フェリシア・バランジェ                     | ミッチェル・フェリス                       | ターニャ・ドゥブニコフ                     |
| 2000 | ナタリア・マルコフニチェンコ               | ロリ＝アン・ムエンザー                     | カトリン・マインケ                         |
| 2001 | スヴェトラナ・グランコフスカヤ             | タニー・トーマス                           | ロリ＝アン・ムエンザー                     |
| 2002 | ナタリア・ツィリンスカヤ                   | ケリー・メアーズ                           | カトリン・マインケ                         |
| 2003 | スヴェトラナ・グランコフスカヤ             | ナタリア・ツィリンスカヤ                   | ナンシー・コントレラス                     |
| 2004 | スヴェトラナ・グランコヴスカヤ             | アンナ・メアレス                           | ロリ＝アン・ムエンザー                     |
| 2005 | ヴィクトリア・ペンドルトン                 | ナタリア・ツィリンスカヤ                   | アンナ・メアレス                           |
| 2006 | ナタリア・ツィリンスカヤ                   | ヴィクトリア・ペンドルトン                 | 郭爽                                       |
| 2007 | ヴィクトリア・ペンドルトン                 | 郭爽                                       | アンナ・メアレス                           |
| 2008 | ヴィクトリア・ペンドルトン                 | シモーナ・クルペツカイテー                 | ジェニー・リード                           |
| 2009 | ヴィクトリア・ペンドルトン                 | ウィリー・カニス                           | シモーナ・クルペツカイテー                 |
| 2010 | ヴィクトリア・ペンドルトン                 | 郭爽                                       | シモーナ・クルペツカイテー                 |
| 2011 | アンナ・メアーズ                           | シモーナ・クルペツカイテー                 | ヴィクトリア・ペンドルトン                 |
| 2012 | ヴィクトリア・ペンドルトン                 | シモーナ・クルペツカイテー                 | アンナ・メアーズ                           |
| 2013 | レベッカ・ジェイムス                       | クリスティーナ・フォーゲル                 | 李慧詩                                     |
| 2014 | クリスティーナ・フォーゲル                 | 鐘天使                                     | 林俊紅                                     |
| 2015 | クリスティーナ・フォーゲル                 | Elis Ligtlee                               | 鐘天使                                     |
| 2016 | 鐘天使                                     | 林俊紅                                     | クリスティーナ・フォーゲル                 |
| 2017 | クリスティーナ・フォーゲル                 | Stephanie Morton                           | 李慧詩                                     |
| 2018 | クリスティーナ・フォーゲル                 | Stephanie Morton                           | Pauline Grabosch                           |
| 2019 | 李慧詩                                     | Stephanie Morton                           | Mathilde Gros                              |

## 3Km個人追い抜き
| 年   | 優勝                                       | 2位                                        | 3位                                        |
| 1958 | ルドミラ・コチェトヴァ                     | ステラ・ベイル                             | キャスリーン・レイ                         |
| 1959 | ベリル・バートン                           | エルシ・ジャコプ                           | ルドミラ・コチェトヴァ                     |
| 1960 | ベリル・バートン                           | マリー＝テレズ・ナーセンス                 | リュボフ・ツォギナ                         |
| 1961 | イヴォンヌ・レインデルス                   | ベリル・バートン                           | マリー＝テレズ・ナーセンス                 |
| 1962 | ベリル・バートン                           | イヴォンヌ・レインデルス                   | リンダ・ティチョミロヴァ                   |
| 1963 | ベリル・バートン                           | イヴォンヌ・レインデルス                   | リュボフ・コツェトヴァ                     |
| 1964 | イヴォンヌ・レインデルス                   | ベリル・バートン                           | アイノ・プロネン                           |
| 1965 | イヴォンヌ・レインデルス                   | ハネローレ・マティヒ                       | アイノ・プロネン                           |
| 1966 | ベリル・バートン                           | イヴォンヌ・レインデルス                   | ハネローレ・マティヒ                       |
| 1967 | タマラ・ガルクチナ                         | ライサ・オボドフスカヤ                     | ベリル・バートン                           |
| 1968 | ライサ・オボドフスカヤ                     | ベリル・バートン                           | ケーティ・ハヘ                             |
| 1969 | ライサ・オボドフスカヤ                     | タマラ・ガルクチナ                         | ケーティ・ハヘ                             |
| 1970 | タマラ・ガルクチナ                         | ライサ・オボドフスカヤ                     | ベリル・バートン                           |
| 1971 | タマラ・ガルクチナ                         | ケーティ・ハヘ                             | イヴァ・ザイツコヴァー                     |
| 1972 | タマラ・ガルクチナ                         | ケーティ・ハヘ                             | リュボフ・ザドロイナラ                     |
| 1973 | タマラ・ガルクチナ                         | ケーティ・ハヘ                             | ベリル・バートン                           |
| 1974 | タマラ・ガルクチナ                         | ヴァレンティナ・スミルノヴァ               | ケーティ・ハヘ                             |
| 1975 | ケーティ・ファン・オーステン＝ハヘ         | メリー・ジェーン・レオッチ                 | ベリル・バートン                           |
| 1976 | ケーティ・ファン・オーステン＝ハヘ         | ルイジーナ・ビッソーリ                     | メリー・ジェーン・レオッチ                 |
| 1977 | ヴェラ・クズネソヴァ                       | アンナ・リメルスマ                         | カレン・ストロング                         |
| 1978 | ケーティ・ファン・オーステン＝ハヘ         | アンナ・リメルスマ                         | ルイジーナ・ビッソーリ                     |
| 1979 | ケーティー・ファン・オーステン＝ハヘ       | アンナ・リメルスマ                         | ルイジーナ・ビッソーリ                     |
| 1980 | ネデラ・キバルディナ                       | カレン・ストロング                         | ペトラ・デ・ブリュイン                     |
| 1981 | ネデラ・キバルディナ                       | タマラ・ポリアコヴァ                       | ジャニー・ロンゴ                           |
| 1982 | レベッカ・トゥイッグ                       | コニー・カーペンター                       | ジャニー・ロンゴ                           |
| 1983 | コニー・カーペンター                       | シンシア・オラヴァーリ                     | ジャニー・ロンゴ                           |
| 1984 | レベッカ・トゥイッグ                       | ジャニー・ロンゴ                           | ローザ・ガルビアティ                       |
| 1985 | レベッカ・トゥイッグ                       | ジャニー・ロンゴ                           | マーガレット・マース                       |
| 1986 | ジャニー・ロンゴ                           | レベッカ・トゥイッグ                       | バーバラ・ガンツ                           |
| 1987 | レベッカ・トゥイッグ                       | ジャニー・ロンゴ                           | メリッサ・メイフィールド                   |
| 1988 | ジャニー・ロンゴ                           | バーバラ・ガンツ                           | メリッサ・メイフィールド                   |
| 1989 | ジャニー・ロンゴ                           | ペトラ・ロスナー                           | バーバラ・ガンツ                           |
| 1990 | レオンティエン・ファン・モールセル         | マドンナ・ハリス                           | バーバラ・ガンツ                           |
| 1991 | ペトラ・ロスナー                           | ジェニー・アイクホフ                       | マリオン・クリニェ                         |
| 1992 | バルセロナオリンピック開催年のため実施せず | バルセロナオリンピック開催年のため実施せず | バルセロナオリンピック開催年のため実施せず |
| 1993 | レベッカ・トゥイッグ                       | マリオン・クリニェ                         | ジェニー・アイクホフ                       |
| 1994 | マリオン・クリニェ                         | スヴェトラナ・サモチュヴァロヴァ           | ジェニー・アイクホフ                       |
| 1995 | レベッカ・トゥイッグ                       | アントネッラ・ベッルッティ                 | メイ＝ブリット・ヴァーランド               |
| 1996 | マリオン・クリニェ                         | ルーシー・タイラー＝シャーマン             | アントネッラ・ベッルッティ                 |
| 1997 | ユーディト・アルント                       | ナタリー・カリモヴァ                       | イヴォンヌ・マクレガー                     |
| 1998 | ルーシー・タイラー＝シャーマン             | レオンティエン・ファン・モールセル         | ユーディト・アルント                       |
| 1999 | マリオン・クリニェ                         | ユーディト・アルント                       | ラサ・マザイキテ                           |
| 2000 | イヴォンヌ・マクレガー                     | ユーディト・アルント                       | エレナ・チャリク                           |
| 2001 | レオンティエン・ファン・モールセル         | オルガ・スリュサレヴァ                     | エレナ・チャリク                           |
| 2002 | レオンティエン・ファン・モールセル         | オルガ・スリュサレヴァ                     | ケイト・バテス                             |
| 2003 | レオンティエン・ファン・モールセル         | ケイティ・マクティア                       | オルガ・スリュサレヴァ                     |
| 2004 | サラ・ウルマー                             | ケイティ・マクティア                       | エレナ・チャリク                           |
| 2005 | ケイティ・マクティア                       | ケイト・バテス                             | カーリン・テュリヒ                         |
| 2006 | サラ・ハマー                               | オルガ・スリュサレヴァ                     | ケイティ・マクティア                       |
| 2007 | サラ・ハマー                               | レベッカ・ロメロ                           | ケイティ・マクティア                       |
| 2008 | レベッカ・ロメロ                           | サラ・ハマー                               | ケイティ・マクティア                       |
| 2009 | アリソン・シャンクス                       | ウェンディ・フーヴナゲル                   | ヴィリヤ・セライカイテー                   |
| 2010 | サラ・ハマー                               | ウェンディ・フーヴナゲル                   | ヴィリヤ・セライカイテー                   |
| 2011 | サラ・ハマー                               | アリソン・シャンクス                       | ヴィリヤ・セライカイテー                   |
| 2012 | アリソン・シャンクス                       | ウェンディ・フーヴナゲル                   | Ashlee Ankudinoff                          |
| 2013 | サラ・ハマー                               | Amy Cure                                   | Annette Edmondson                          |
| 2014 | ジョアンナ・ロウセル                       | サラ・ハマー                               | Amy Cure                                   |
| 2015 | Rebecca Wiasak                             | Jennifer Valente                           | Amy Cure                                   |
| 2016 | Rebecca Wiasak                             | Małgorzata Wojtyra                         | Annie Foreman-Mackey                       |
| 2017 | Chloé Dygert Owen                          | Ashlee Ankudinoff                          | Kelly Catlin                               |
| 2018 | Chloé Dygert Owen                          | アネミック・ファン・フルーテン             | Kelly Catlin                               |
| 2019 | Ashlee Ankudinoff                          | Lisa Brennauer                             | Lisa Klein                                 |

## ポイントレース
| 年   | 優勝                           | 2位                            | 3位                        |
| 1988 | サリー・ホッジ                 | バーバラ・ガンツ               | モニカ・デ・ブリュイン     |
| 1989 | ジャニー・ロンゴ               | バーバラ・ガンツ               | ジェニー・アイクホフ       |
| 1990 | カレン・ホリデイ               | スヴェトラナ・サモクヴァロヴァ | クリステル・ウェルクス     |
| 1991 | インフリット・ハリンハ         | クリステル・ウェルクス         | ジェニー・アイクホフ       |
| 1992 | インフリット・ハリンハ         | バーバラ・ガンツ               | ジェニー・アイクホフ       |
| 1993 | インフリット・ハリンハ         | スヴェトラナ・サモクヴァロヴァ | ジェシカ・グリエコ         |
| 1994 | インフリット・ハリンハ         | スヴェトラナ・サモクヴァロヴァ | ルドミラ・ゴロヤンスカヤ   |
| 1995 | スヴェトラナ・サモクヴァロヴァ | ナダ・クリストフォーリ         | ナタリー・ランシアン       |
| 1996 | スヴェトラナ・サモクヴァロヴァ | ジェーン・クイングリー         | グルナラ・ファトクリナ     |
| 1997 | ナタリー・カリモヴァ           | ドリ・ルアノ＝サンチョン       | ベレム・ゲレロ・メンデス   |
| 1998 | ドリ・ルアノ＝サンチョン       | ベレム・ゲレロ・メンデス       | オルガ・スリュサレヴァ     |
| 1999 | マリオン・クリニェ             | ユーディト・アルント           | サラ・ウルマー             |
| 2000 | マリオン・クリニェ             | ユーディト・アルント           | オルガ・スリュサレヴァ     |
| 2001 | オルガ・スリュサレヴァ         | ケイト・バテス                 | ベレム・ゲレロ・メンデス   |
| 2002 | オルガ・スリュサレヴァ         | ラダ・コズリーコヴァー         | ヴェラ・カッラーラ         |
| 2003 | オクサナ・グリチナ             | エディタ・クベルスエネー       | ヨアンカ・ゴンサレス       |
| 2004 | オルガ・スリュサレヴァ         | ヴェラ・カッラーラ             | ベレム・ゲレロ             |
| 2005 | ヴェラ・カッラーラ             | オルガ・スリュサレヴァ         | ケイト・バテス             |
| 2006 | ヴェラ・カッラーラ             | オルガ・スリュサレヴァ         | ケイト・バテス             |
| 2007 | キャサリン・バテス             | ミー・ベッカー・ラコタ         | キャサリン・チートリー     |
| 2008 | マリアンヌ・フォス             | トリーネ・シュミット           | ヴェラ・カッラーラ         |
| 2009 | ジョルジャ・ブロンツィーニ     | ユマリ・ゴンサレス             | エリザベス・アーミステッド |
| 2010 | タラ・ホイッテン               | ローレン・エリス               | タツィアナ・シャラコヴァ   |
| 2011 | タツィアナ・シャラコヴァ       | ヤルミラ・マハチョヴァー       | ジョルジャ・ブロンツィーニ |
| 2012 | Anastasia Chulkova             | Jasmin Glaesser                | Caroline Ryan              |
| 2013 | ヤルミラ・マハチョヴァー       | Sofía Arreola                  | ジョルジャ・ブロンツィーニ |
| 2014 | Amy Cure                       | Stephanie Pohl                 | Jasmin Glaesser            |
| 2015 | Stephanie Pohl                 | 上野みなみ                     | Kimberly Geist             |
| 2016 | カタジィナ・パヴウォヴスカ     | Jasmin Glaesser                | Arlenis Sierra             |
| 2017 | エリノア・バーカー             | サラ・ハマー                   | Kirsten Wild               |
| 2018 | Kirsten Wild                   | Jennifer Valente               | Jasmin Duehring            |
| 2019 | Alexandra Manly                | Lydia Boylan                   | Kirsten Wild               |

## 500mタイムトライアル
| 年   | 優勝                         | 2位                          | 3位                          |
| 1995 | フェリシア・バランジェ       | ガリナ・エヌチナ             | ミッチェル・フェリス         |
| 1996 | フェリシア・バランジェ       | アネット・ノイマン           | ミッチェル・フェリス         |
| 1997 | フェリシア・バランジェ       | ミッチェル・フェリス         | マガリ・フォル＝ウンベール   |
| 1998 | フェリシア・バランジェ       | ターニャ・ドゥブニコフ       | ミッチェル・フェリス         |
| 1999 | フェリシア・バランジェ       | 姜翠華                       | ウルリーケ・ヴァイヒェルト   |
| 2000 | ナタリア・マルコフニチェンコ | 姜翠華                       | 王妍                         |
| 2001 | ナンシー・コントレラス       | ロリ＝アン・ムエンザー       | カトリン・マインケ           |
| 2002 | ナタリア・ツィリンスカヤ     | ナンシー・コントレラス       | ケリー・メアーズ             |
| 2003 | ナタリア・ツィリンスカヤ     | ナンシー・コントレラス       | 姜翠華                       |
| 2004 | アンナ・メアレス             | 江永華                       | シモーナ・クルペツカイテー   |
| 2005 | ナタリア・ツィリンスカヤ     | アンナ・メアレス             | イヴォンヌ・ハイヘナール     |
| 2006 | ナタリア・ツィリンスカヤ     | アンナ・メアレス             | リサンドラ・ゲラ・ロドリゲス |
| 2007 | アンナ・メアレス             | リサンドラ・ゲラ・ロドリゲス | ナタリア・ツィリンスカヤ     |
| 2008 | リサンドラ・ゲラ・ロドリゲス | シモーナ・クルペツカイテー   | サンディ・クレール           |
| 2009 | シモーナ・クルペツカイテー   | アンナ・メアーズ             | ヴィクトリア・ペンドルトン   |
| 2010 | アンナ・メアーズ             | シモーナ・クルペツカイテー   | オルガ・パナリナ             |
| 2011 | オルガ・パナリナ             | サンディ・クレール           | ミーリアム・ヴェルテ         |
| 2012 | アンナ・メアーズ             | ミーリアム・ヴェルテ         | Jessica Varnish              |
| 2013 | 李慧詩                       | ミーリアム・ヴェルテ         | レベッカ・ジェイムス         |
| 2014 | ミーリアム・ヴェルテ         | アンナ・メアーズ             | Anastasia Voynova            |
| 2015 | Anastasia Voynova            | アンナ・メアーズ             | ミーリアム・ヴェルテ         |
| 2016 | Anastasia Voynova            | 李慧詩                       | Elis Ligtlee                 |
| 2017 | Daria Shmeleva               | ミーリアム・ヴェルテ         | Anastasia Voynova            |
| 2018 | ミーリアム・ヴェルテ         | Daria Shmeleva               | Elis Ligtlee                 |
| 2019 | Daria Shmeleva               | Olena Starikova              | カーリー・マカラク           |

## ケイリン
| 年   | 優勝                           | 2位                        | 3位                          |
| 2002 | 李娜                           | クララ・サンチェス         | ロシーリー・ヒューバード     |
| 2003 | スヴェトラナ・グランコフスカヤ | アンナ・メアーズ           | オクサナ・グリシナ           |
| 2004 | クララ・サンチェス             | エリーザ・フリゾーニ       | ジェニー・リード             |
| 2005 | クララ・サンチェス             | エリーザ・フリゾーニ       | イヴォンヌ・ハイヘナール     |
| 2006 | クリスティン・ムヒェ           | クララ・サンチェス         | 郭爽                         |
| 2007 | ヴィクトリア・ペンドルトン     | 郭爽                       | アンナ・メアーズ             |
| 2008 | ジェニー・リード               | ヴィクトリア・ペンドルトン | クリスティン・ムヒェ         |
| 2009 | 郭爽                           | クララ・サンチェス         | ウィリー・カニス             |
| 2010 | シモーナ・クルペツカイテー     | ヴィクトリア・ペンドルトン | オルガ・パナリナ             |
| 2011 | アンナ・メアーズ               | オルガ・パナリナ           | クララ・サンチェス           |
| 2012 | アンナ・メアーズ               | Ekaterina Gnidenko         | クリスティーナ・フォーゲル   |
| 2013 | レベッカ・ジェイムス           | 宮金傑                     | リサンドラ・ゲラ・ロドリゲス |
| 2014 | クリスティーナ・フォーゲル     | アンナ・メアーズ           | レベッカ・ジェイムス         |
| 2015 | アンナ・メアーズ               | Shanne Braspennincx        | リサンドラ・ゲラ・ロドリゲス |
| 2016 | クリスティーナ・フォーゲル     | アンナ・メアーズ           | レベッカ・ジェイムス         |
| 2017 | クリスティーナ・フォーゲル     | Martha Bayona              | Nicky Degrendele             |
| 2018 | Nicky Degrendele               | 李慧詩                     | シモーナ・クルペツカイテー   |
| 2019 | 李慧詩                         | カーリー・マカラク         | Daria Shmeleva               |

## スクラッチ
| 年   | 優勝                       | 2位                        | 3位                      |
| 2002 | ラダ・コズリーコヴァー     | ロッチェル・ギルモア       | オルガ・スリュサレヴァ   |
| 2003 | オルガ・スリュサレヴァ     | ロッチェル・ギルモア       | アドリ・フィセル         |
| 2004 | ヨアンカ・ゴンサレス       | マンディ・ポイトラス       | オルガ・スリュサレヴァ   |
| 2005 | オルガ・スリュサレヴァ     | キャサリン・バテス         | リュドミラ・ヴィピライロ |
| 2006 | マリア・ルイサ・カリェ     | ジーナ・グレイン           | オルガ・スリュサレヴァ   |
| 2007 | ユマリ・ゴンサレス         | マリア・ルイサ・カリェ     | アドリ・フィセル         |
| 2008 | エレオノラ・ファン・ダイク | ユマリ・ゴンサレス         | ベリンダ・ゴス           |
| 2009 | ユマリ・ゴンサレス         | エリザベス・アーミステッド | ベリンダ・ゴス           |
| 2010 | パスカル・ジュラン         | ユマリ・ゴンサレス         | ベリンダ・ゴス           |
| 2011 | マリアンヌ・フォス         | Katherine Bates            | ダニエル・キング         |
| 2012 | カタジィナ・パヴウォヴスカ | Melissa Hoskins            | Kelly Druyts             |
| 2013 | カタジィナ・パヴウォヴスカ | Sofía Arreola              | Evgeniya Romanyuta       |
| 2014 | Kelly Druyts               | カタジィナ・パヴウォヴスカ | Evgeniya Romanyuta       |
| 2015 | Kirsten Wild               | Amy Cure                   | Allison Beveridge        |
| 2016 | ローラ・トロット           | Kirsten Wild               | Stephanie Roorda         |
| 2017 | ラケーレ・バルビエリ       | エリノア・バーカー         | Jolien D'Hoore           |
| 2018 | Kirsten Wild               | Jolien D'Hoore             | Amalie Dideriksen        |
| 2019 | エリノア・バーカー         | Kirsten Wild               | Jolien D'Hoore           |

## チームスプリント
| 年   | 優勝                                                                    | 2位                                                                               | 3位                                                                |
| 2007 | イギリス ヴィクトリア・ペンドルトン シャネーズ・リード                  | オランダ イヴォンヌ・ハイヘナール ウィリー・カニス                                | オーストラリア クリスティーヌ・ベイリー アンナ・メアレス           |
| 2008 | イギリス ヴィクトリア・ペンドルトン シャネーズ・リード                  | 中国 宮金傑 鄭璐璐                                                                | ドイツ ダーナ・グレス ミーリアム・ヴェルテ                         |
| 2009 | オーストラリア アンナ・メアーズ カーリー・マカラク                      | イギリス ヴィクトリア・ペンドルトン シャネーズ・リード                            | リトアニア · ギンタレ・ガイヴェニテー · シモーナ・クルペツカイテー |
| 2010 | オーストラリア アンナ・メアーズ カーリー・マカラク                      | 中国 宮金傑 林俊紅                                                                | リトアニア · ギンタレ・ガイヴェニテー · シモーナ・クルペツカイテー |
| 2011 | オーストラリア アンナ・メアーズ カーリー・マカラク                      | イギリス ヴィクトリア・ペンドルトン Jessica Varnish                               | 中国 宮金傑 郭爽                                                   |
| 2012 | ドイツ クリスティーナ・フォーゲル ミーリアム・ヴェルテ                  | オーストラリア アンナ・メアーズ カーリー・マカラク                                | 中国 宮金傑 郭爽                                                   |
| 2013 | ドイツ クリスティーナ・フォーゲル ミーリアム・ヴェルテ                  | 中国 宮金傑 郭爽                                                                  | イギリス レベッカ・ジェイムス Victoria Williamson                  |
| 2014 | ドイツ クリスティーナ・フォーゲル ミーリアム・ヴェルテ                  | 中国 林俊紅 鐘天使                                                                | イギリス レベッカ・ジェイムス Jessica Varnish                      |
| 2015 | 中国 宮金傑 鐘天使                                                      | ロシア Daria Shmeleva Anastasia Voynova                                           | オーストラリア アンナ・メアーズ カーリー・マカラク                 |
| 2016 | ロシア Daria Shmeleva Anastasia Voynova                                 | 中国 宮金傑 鐘天使                                                                | ドイツ ミーリアム・ヴェルテ クリスティーナ・フォーゲル             |
| 2017 | ロシア Daria Shmeleva Anastasia Voynova                                 | オーストラリア カーリー・マカラク Stephanie Morton                                | ドイツ ミーリアム・ヴェルテ クリスティーナ・フォーゲル             |
| 2018 | ドイツ クリスティーナ・フォーゲル ミーリアム・ヴェルテ Pauline Grabosch | オランダ Kyra Lamberink Shanne Braspennincx Laurine van Riessen Hetty van de Wouw | ロシア Daria Shmeleva Anastasia Voynova                            |
| 2019 | オーストラリア カーリー・マカラク Stephanie Morton                      | ロシア Daria Shmeleva Anastasia Voynova                                           | ドイツ ミーリアム・ヴェルテ Emma Hinze                             |

## 団体追い抜き
| 年   | 優勝                                                                                      | 2位                                                                                       | 3位                                                                                                 |
| 2008 | イギリス ウェンディ・フーヴナゲル レベッカ・ロメロ ジョアンナ・ロウセル                   | ウクライナ · スヴィトラナ・ガリュク · レスヤ・カリトフスカ · リュボフ・シュリカ           | ドイツ シャルロッテ・ベッカー フェレーナ・ヨース アレクサンドラ・ゾントハイマー                     |
| 2009 | イギリス ウェンディ・フーヴナゲル エリザベス・アーミステッド ジョアンナ・ロウセル         | ニュージーランド ローレン・エリス ジェイム・ニールセン アリソン・シャンクス               | オーストラリア アシュリー・アンカディノフ サラ・ケント ジョセフィーヌ・トミック                     |
| 2010 | オーストラリア アシュリー・アンカディノフ サラ・ケント ジョセフィーヌ・トミック           | イギリス ウェンディ・フーヴナゲル エリザベス・アーミステッド ジョアンナ・ロウセル         | ニュージーランド ラシュリー・ブキャナン ローレン・エリス アリソン・シャンクス                       |
| 2011 | イギリス ローラ・トロット ウェンディ・フーヴナゲル ダニエル・キング                       | アメリカ合衆国 サラ・ハマー Dotsie Bausch Jennie Reed                                     | ニュージーランド Jaime Nielsen Kaytee Boyd アリソン・シャンクス                                     |
| 2012 | イギリス ローラ・トロット ダニエル・キング ジョアンナ・ロウセル                           | オーストラリア Annette Edmondson Melissa Hoskins Josie Tomic                              | カナダ タラ・ホイッテン Jasmin Glaesser Gillian Carleton                                            |
| 2013 | イギリス ローラ・トロット ダニエル・キング エリノア・バーカー                             | オーストラリア Amy Cure Annette Edmondson Melissa Hoskins                                 | カナダ Laura Brown Jasmin Glaesser Gillian Carleton                                                 |
| 2014 | イギリス ローラ・トロット Katie Archibald エリノア・バーカー ジョアンナ・ロウセル         | カナダ Laura Brown Jasmin Glaesser Allison Beveridge Stephanie Roorda                     | オーストラリア Annette Edmondson Amy Cure Melissa Hoskins Isabella King                             |
| 2015 | オーストラリア Annette Edmondson Ashlee Ankudinoff Amy Cure Melissa Hoskins               | イギリス ジョアンナ・ロウセル Katie Archibald ローラ・トロット エリノア・バーカー         | カナダ Allison Beveridge Jasmin Glaesser Kirsti Lay Stephanie Roorda                                |
| 2016 | アメリカ合衆国 Kelly Catlin Chloé Dygert Owen Jennifer Valente サラ・ハマー               | カナダ Allison Beveridge Jasmin Glaesser Kirsti Lay Georgia Simmerling                    | イギリス ローラ・トロット エリノア・バーカー Ciara Horne ジョアンナ・ロウセル                       |
| 2017 | アメリカ合衆国 Kelly Catlin Chloé Dygert Owen Kimberly Geist Jennifer Valente             | オーストラリア Amy Cure Ashlee Ankudinoff Alexandra Manly Rebecca Wiasak                  | ニュージーランド Jaime Nielsen Racquel Sheath Rushlee Buchanan Kirstie James Michaela Drummond      |
| 2018 | アメリカ合衆国 Jennifer Valente Kelly Catlin Chloé Dygert Owen Kimberly Geist             | イギリス Katie Archibald エリノア・バーカー ローラ・トロット Emily Nelson Ellie Dickinson | イタリア Elisa Balsamo Letizia Paternoster Silvia Valsecchi タティアナ・グデルツォ Simona Frapporti |
| 2019 | オーストラリア Annette Edmondson Ashlee Ankudinoff Georgia Baker Amy Cure Alexandra Manly | イギリス ローラ・トロット Katie Archibald エリノア・バーカー Ellie Dickinson              | ニュージーランド Bryony Botha Michaela Drummond Holly Edmondston Kirstie James Rushlee Buchanan     |

## オムニアム
| 年   | 優勝                     | 2位                        | 3位                      |
| 2009 | ジョセフィーヌ・トミック | タラ・ホイッテン           | イヴォンヌ・ハイヘナール |
| 2010 | タラ・ホイッテン         | エリザベス・アーミステッド | レイレ・オラベリア       |
| 2011 | タラ・ホイッテン         | サラ・ハマー               | Kirsten Wild             |
| 2012 | ローラ・トロット         | Annette Edmondson          | サラ・ハマー             |
| 2013 | サラ・ハマー             | ローラ・トロット           | Annette Edmondson        |
| 2014 | サラ・ハマー             | ローラ・トロット           | Annette Edmondson        |
| 2015 | Annette Edmondson        | ローラ・トロット           | Kirsten Wild             |
| 2016 | ローラ・トロット         | Laurie Berthon             | サラ・ハマー             |
| 2017 | Katie Archibald          | Kirsten Wild               | Amy Cure                 |
| 2018 | Kirsten Wild             | Amalie Dideriksen          | Rushlee Buchanan         |
| 2019 | Kirsten Wild             | Letizia Paternoster        | Jennifer Valente         |
| 2020 | 梶原悠未                 | Letizia Paternoster        | Daria Pikulik            |

## マディソン
| 年   | 優勝                         | 2位                             | 3位                                    |
| 2017 | Lotte Kopecky Jolien D'Hoore | エリノア・バーカー Emily Nelson | Amy Cure Alexandra Manly               |
| 2018 | Katie Aechibald Emily Nelson | Kirsten Wild Amy Pieters        | Letizia Paternoster Maria Confalonieri |
| 2019 | Kirsten Wild Amy Pieters     | Georgia Baker Amy Cure          | Amalie Dideriksen Julie Leth           |